# Taiki (Hokkaidō)
Pour les articles homonymes, voir Taiki.
Taiki (大樹町, Taiki-chō) est un bourg du district de Hiroo, situé dans la sous-préfecture de Tokachi, sur l'île de Hokkaidō, au Japon.

## Géographie

### Situation
Le bourg de Taiki est situé dans le sud de la sous-préfecture de Tokachi, au bord de l'océan Pacifique, sur l'île de Hokkaidō, au Japon. À l’ouest se trouve une série de monts de la chaîne de montagnes Hidaka, dont le mont Yaoromappu, le mont Petegari, le mont Rubetsune, le mont Pirika Nupuri, le mont Soematsu, le mont Kamui, le mont Nakano, le mont Ponyaoromappu et le mont Rutori.
La rivière Rekifune (ja) (歴舟川) traverse la commune, tandis que les rivières Monbetsu (紋別川, Monbetsu-gawa) et Tōberi (当縁川, Tōberi-gawa) passent respectivement au sud et au nord de Taiki.

### Climat
Les hivers à Taiki sont froids, la température moyenne en Janvier tournant autour de -9°C et des températures journalières descendant en dessous de -20°C. Du poudrin de glace est souvent observé sur la rivière Rekifune.
| Mois                                             | jan.       | fév.       | mars       | avril     | mai       | juin      | jui.      | août      | sep.      | oct.      | nov.       | déc.       | année      |
| ------------------------------------------------ | ---------- | ---------- | ---------- | --------- | --------- | --------- | --------- | --------- | --------- | --------- | ---------- | ---------- | ---------- |
| Température minimale moyenne (°C)                | −16,8      | −16,8      | −9,4       | −1,8      | 3,8       | 8,8       | 13,6      | 15        | 10,9      | 3,4       | −3,4       | −12,3      | −0,4       |
| Température moyenne (°C)                         | −8,8       | −7,8       | −2,2       | 4,5       | 9,9       | 13,4      | 17,3      | 18,8      | 15,7      | 9,4       | 2,7        | −5,3       | 5,6        |
| Température maximale moyenne (°C)                | −1,8       | −1         | 3,3        | 10,1      | 15,8      | 18,3      | 21,7      | 23,3      | 20,8      | 15,4      | 8,5        | 1          | 11,3       |
| Record de froid (°C) date du record              | −29,1 1987 | −29,8 2019 | −26,2 1986 | −16 2004  | −5,2 2008 | −1 2011   | 4,5 2015  | 6,2 2018  | −1,1 2001 | −6,6 2016 | −17,5 1992 | −28,1 2012 | −29,8 2019 |
| Record de chaleur (°C) date du record            | 9 2010     | 12,5 2010  | 17 2018    | 29,1 1998 | 32,7 2019 | 35,2 2010 | 34,9 2023 | 35,8 2023 | 33,4 2019 | 28,6 2022 | 21,5 2023  | 16,3 1989  | 35,8 2023  |
| Ensoleillement (h)                               | 162,6      | 157,9      | 187,2      | 177,6     | 174,8     | 137,9     | 116,1     | 122,7     | 136,2     | 163       | 154,8      | 154        | 1 844,8    |
| Précipitations (mm)                              | 33,7       | 26,9       | 49,2       | 71,2      | 107,1     | 109       | 132,9     | 166,2     | 202,2     | 128,5     | 72,9       | 46,3       | 1 146      |
| dont neige (cm)                                  | 162        | 139        | 130        | 44        | 3         | 0         | 0         | 0         | 0         | 0         | 25         | 123        | 627        |
| Nombre de jours avec précipitations              | 5,7        | 5          | 7,2        | 8,6       | 9,4       | 8,6       | 10,6      | 11,5      | 11,1      | 9,6       | 8,6        | 6,5        | 102,4      |
| dont nombre de jours avec précipitations ≥ 10 mm | 1,1        | 0,6        | 1,2        | 2,1       | 3,2       | 3,2       | 3,9       | 4,4       | 4,9       | 3,3       | 2,3        | 1,4        | 31,7       |

| Diagramme climatique                                  |             |             |              |              |            |               |             |               |              |             |            |
| J                                                     | F           | M           | A            | M            | J          | J             | A           | S             | O            | N           | D          |
| −1,8−16,833,7                                         | −1−16,826,9 | 3,3−9,449,2 | 10,1−1,871,2 | 15,83,8107,1 | 18,38,8109 | 21,713,6132,9 | 23,315166,2 | 20,810,9202,2 | 15,43,4128,5 | 8,5−3,472,9 | 1−12,346,3 |
| Moyennes : • Temp. maxi et mini °C • Précipitation mm |             |             |              |              |            |               |             |               |              |             |            |

## Toponymie
Taiki viendrait de l'aïnou tayki-us-i (puce, nombreux, lieu) possiblement en raison des puces qui s'attaquaient aux voyageurs s'arrêtant aux alentours de ce qui est aujourd'hui Taiki, sur la route entre Hiroo et Obihiro, ou bien proviendrait d'une légende selon laquelle, lors d'une attaque du village par des voleurs, le dieu des puces (ノミの神様, Nomi no kamisama) répondit aux prières d'une vielle femme et fit fuir les bandits,.

## Histoire
La zone est explorée en 1800 par le cartographe Inō Tadataka, puis en 1858 par Matsuura Takeshirō.
La commune est établie en tant que village (Taiki-mura (大樹村)) en 1928, lors de sa séparation avec ce qui est alors le village de Hiroo (広尾村, Hiroo-mura), avec qui elle avait été regroupée en 1906 sous le nom de village de Moyori (茂寄村, Moyori-mura). Taiki devient un bourg en 1951.
La gare de Taiki (en) ouvre le 10 octobre 1930, alors terminus de la ligne Hiroo (en). Elle ferme le 2 février 1987, en même temps que le reste de la ligne.
Le 4 mai 2019, la fusée MOMO-3 d'Interstellar Technologies (en), tirée depuis la base de lancement de Taiki (en), devient la première fusée japonaise développée par une entreprise privée à arriver en orbite

## Politique et administration

### Jumelages
Taiki est jumelée avec :
- Sōma (Japon) depuis le 3 mars 1981[9]

Elle entretient des relations d'amitié avec :
- District de Dashu (en) (Taïwan) depuis le 1er septembre 2015[10]

Et avec les municipalités suivantes, au sein de la Fédération Galactique (銀河連邦, Ginga renpō), qui regroupe les communes où se trouvent des établissements de l'Agence d'exploration aérospatiale japonaise(JAXA) :
- Ōfunato (Japon),  Sanriku (Japon) lors de la mise en place du partenariat
- Noshiro (Japon)
- Saku (Japon),  Usuda (ja) (Japon) lors de la mise en place du partenariat
- Kimotsuki (Japon),  Uchinoura (ja) (Japon) lors de la mise en place du partenariat

## Population et société

### Démographie
Fin octobre 2023, la population de Taiki s'élevait à 5 378 habitants répartis sur une superficie de 815,68 km2.
| 1930  | 1935   | 1940   | 1947   | 1950  | 1955   | 1960   | 1965   | 1970  | 1975  |
| ----- | ------ | ------ | ------ | ----- | ------ | ------ | ------ | ----- | ----- |
| 5 857 | 10 037 | 10 018 | 11 670 | 9 285 | 11 296 | 10 932 | 10 137 | 8 814 | 8 434 |

| 1980  | 1985  | 1990  | 1995  | 2000  | 2005  | 2010  | 2015  | 2020  | - |
| ----- | ----- | ----- | ----- | ----- | ----- | ----- | ----- | ----- | - |
| 8 356 | 8 118 | 7 483 | 7 075 | 6 711 | 6 407 | 5 977 | 5 738 | 5 420 | - |

## Économie

### Entreprises et commerces
A l'est de la commune se trouve la base de lancement de Taiki d'où partent des ballons-sondes de la JAXA, et des fusées-sondes MOMO de l'entreprise Interstellar Technologies.

## Culture locale et patrimoine

### Personnalités liées à la commune
- Takafumi Horie (1972-), homme d'affaires, s'installe à Taiki en décembre 2015[16],[17] puis déclare souhaiter changer de lieu de résidence en avril 2020[18]